# Снэк (рыба)
Снэк, или барракута (лат. Thyrsites atun), — вид лучепёрых рыб из  семейства гемпиловых,  единственный в одноимённом роде Thyrsites. Распространены в субтропических и умеренных водах Южного полушария. Морские бентопелагические рыбы. Максимальная длина тела 200 см. Промысловая рыба.

## Описание
Тело удлиненное, сильно сжато с боков; высота тела укладывается 7,5—9,2 раза в стандартную длину тела. Длина головы укладывается 3,8—4,2 раза в стандартную длину тела. Ноздри заметно разнесены; задняя ноздря щелевидная. Рот большой, окончание верхней челюсти доходит до вертикали, проходящей через передний край глаза. Нижняя челюсть выступает перед верхней челюстью. На кончиках обеих челюстей нет кожных отростков. В передней части верхней челюсти несколько крупных клыков; два мелких зуба на сошнике; на нёбных костях мелкие зубы расположены в один ряд. Жаберные тычинки на первой жаберной дуге короткие и с шипами, одна тычинка в углу дуги немного больше остальных. Первый спинной плавник высокий с длинным основанием и19—21 колючими лучами. Второй спинной плавник также высокий с 11—13 мягкими лучами, за которыми следуют 5—7 дополнительных плавничков. Анальный плавник немного меньше второго спинного плавника, с одним колючим и 10—12 мягкими лучами, за которыми следуют 5—7 дополнительных плавничков. Грудные плавники немного длиннее рыла, с 13—15 мягкими лучами. Брюшные плавники маленькие, но хорошо развитые, с одним колючим и 5 мягкими лучами. Единственная боковая линия проходит близко от верхнего профиля тела вдоль большей части основания первого спинного плавника, затем резко изгибается вниз. Позвонков 35, из них 21 туловищных и 14 хвостовых. Тело тёмно-синего цвета, немного бледнее на брюхе. Мембраны первого спинного плавника чёрные.
Максимальная длина тела 200 см, обычно до 75 см. Масса тела — до 6 кг.

## Биология
Морские бентопелагические стайные рыбы. Обитают на глубине до 550 м, обычно на глубине 100—500 м.

### Питание
Барракуты являются оппортунистическими хищниками, которые потребляют наиболее многочисленную и легкодоступную добычу, поэтому вклад в рацион каждого пищевого объекта изменяется в зависимости от места обитания и времени года. Основу рациона составляют рыбы (сельдевые, анчоусовые, сардины и ставриды). В некоторых областях, например, в Бассовом проливе барракуты питаются преимущественно эвфаузиевыми. Наиболее интенсивно питаются в дневные часы. В нерестовый период интенсивность питания не снижается.

### Размножение и рост
Впервые созревают при длине тела от 40 до 45 см в возрасте 4—6 лет. Самцы созревают немного раньше самок. Различные популяции снэков нерестятся в разное время. У берегов Нового Южного Уэльса нерест наблюдается в конце зимы. В более холодных водах нерест происходит весной и летом. Вымётывают до трёх порций икры.
| Возраст, годы | 1    | 2    | 3    | 4    | 5    | 6    | 7    | 8    | 9    |
| Длина тела, м | 24,1 | 39,3 | 52,5 | 63,3 | 72,3 | 80,4 | 84,5 | 85,9 | 92,6 |

Барракуты характеризуются высоким темпом роста, достигают массы до 30 см в первый год жизни. Максимальная продолжительность жизни 9—10 лет.

## Распространение
Распространены в субтропических и умеренных водах Южного полушария. Юго-западная Атлантика: Уругвай, Аргентина, Огненная Земля. Восточная Атлантика: острова Тристан-да-Кунья, Южная Африка. Западная часть Индийского океана: Южная Африка, острова Сен-Поль и Амстердам. Восточная часть Индийского океана: Тасмания и юг Австралии. Юго-западная Пацифика: Новая Зеландия и юг Австралии. Юго-восточная Пацифика: юг Перу, Чили.

## Взаимодействие с человеком
Ценная промысловая рыба. Мировые уловы в 1980—2000 гг. варьировали от 31,3 до 52,4 тысяч тонн. Максимальный вылов зафиксирован в 1977 году — 59 тысяч тонн. Основные районы промысла сосредоточены у берегов юго-западной Африки и Новой Зеландии.
Во время Второй мировой войны и в 1950-х годах барракута была одним из основных промысловых видов рыб в Австралии и превышала по величине уловы кефалевых. В конце 1940-х годов в данном регионе ежегодно вылавливали до 13 тысяч тонн снэков.
Ловят с помощью тралов и удебных орудий лова. Реализуется в виде филе, используется для получения копчёной продукции.